# Liste des conseillers de Paris (2020-2026)
Cet article regroupe les 163 conseillers de Paris pour la mandature 2020-2026.

## Évolution récente du nombre de conseillers de Paris
Les membres du conseil de Paris sont élus pour 6 ans dans le ressort territorial de l'arrondissement au suffrage universel direct et au scrutin de liste à deux tours. Lors de sa première réunion suivant le scrutin, en séance publique, le conseil de Paris procède à l'élection à bulletin secret du maire, à la majorité absolue pour les deux premiers tours et à la majorité relative au troisième tour si nécessaire.
Les adjoints, dont le nombre ne peut dépasser 48, sont élus au scrutin de liste à la majorité absolue par le conseil.
De 1983 à 2014, le nombre de sièges de conseillers varie de 3 à 17, selon les arrondissements. En 2013, une loi supprime le minimum de trois sièges de conseillers de Paris et réaffecte les 163 sièges, sans modifier le nombre et la répartition des conseillers d'arrondissements.
Après le vote de la loi sur le statut de Paris de 2017,, Paris est découpé en 17 secteurs électoraux, se surimposant aux 20 arrondissements actuels. La commission des Lois de l’Assemblée nationale a prévu que la numérotation des secteurs soit identique à celle des arrondissements correspondants : elle passe donc directement du numéro 1 au numéro 5.
| Arrondissement                              | 1er | 2e | 3e | 4e | 5e | 6e | 7e | 8e | 9e | 10e | 11e | 12e | 13e | 14e | 15e | 16e | 17e | 18e | 19e | 20e | Total |
| ------------------------------------------- | --- | -- | -- | -- | -- | -- | -- | -- | -- | --- | --- | --- | --- | --- | --- | --- | --- | --- | --- | --- | ----- |
| Conseillers de Paris de 2014 à 2019         | 1   | 2  | 3  | 2  | 4  | 3  | 4  | 3  | 4  | 7   | 11  | 10  | 13  | 10  | 18  | 13  | 12  | 15  | 14  | 14  | 163   |
| Conseillers de Paris depuis 2019            | 8   | 8  | 8  | 8  | 4  | 3  | 4  | 3  | 4  | 7   | 11  | 10  | 13  | 10  | 18  | 13  | 12  | 15  | 14  | 14  | 163   |
| Conseillers d'arrondissement de 2014 à 2019 | 10  | 10 | 10 | 10 | 10 | 10 | 10 | 10 | 10 | 12  | 22  | 20  | 26  | 20  | 34  | 26  | 26  | 28  | 24  | 26  | 354   |
| Conseillers d'arrondissement depuis 2019    | 16  | 16 | 16 | 16 | 10 | 10 | 10 | 10 | 10 | 14  | 22  | 20  | 26  | 20  | 36  | 26  | 24  | 30  | 28  | 28  | 340   |

## Liste des conseillers de Paris

### Assemblée
|                                      |       |        |      |                                                                                       |        |                                                    |
| Présidente du Conseil de Paris       |       |        |      |                                                                                       |        |                                                    |
| Anne Hidalgo (PS)                    |       |        |      |                                                                                       |        |                                                    |
| Parti                                | Sigle | Sigle  | Élus | Groupe                                                                                | Abv.   | Président(s)                                       |
| Majorité (96 sièges)                 |       |        |      |                                                                                       |        |                                                    |
| Parti socialiste                     |       | PS     | 41   | Paris en commun                                                                       | PEC    | Rémi Féraud                                        |
| Divers gauche                        |       | DVG    | 13   | Paris en commun                                                                       | PEC    | Rémi Féraud                                        |
| Europe Écologie Les Verts            |       | EÉLV   | 21   | Écologiste de Paris                                                                   | GEP    | Fatoumata Koné                                     |
| Génération.s                         |       | G.s    | 5    | Écologiste de Paris                                                                   | GEP    | Fatoumata Koné                                     |
| Génération écologie                  |       | GE     | 1    | Écologiste de Paris                                                                   | GEP    | Fatoumata Koné                                     |
| Parti animaliste                     |       | PA     | 1    | Écologiste de Paris                                                                   | GEP    | Fatoumata Koné                                     |
| Parti communiste français            |       | PCF    | 11   | Communiste et citoyen                                                                 | GCC    | Ian Brossat Raphaëlle Primet                       |
| Génération.s                         |       | G.s    | 1    | Non-inscrits                                                                          | NI     | -                                                  |
| Divers gauche                        |       | DVG    | 2    | Non-inscrits                                                                          | NI     | -                                                  |
| Opposition (67 sièges)               |       |        |      |                                                                                       |        |                                                    |
| Les Républicains                     |       | LR     | 17   | Union Capitale (Républicains, Centristes, Progressistes, Écologistes et Indépendants) | UC     | Geoffroy Boulard Pierre-Yves Bournazel Agnès Evren |
| Horizons                             |       | HOR    | 3    | Union Capitale (Républicains, Centristes, Progressistes, Écologistes et Indépendants) | UC     | Geoffroy Boulard Pierre-Yves Bournazel Agnès Evren |
| Soyons libres                        |       | Libres | 2    | Union Capitale (Républicains, Centristes, Progressistes, Écologistes et Indépendants) | UC     | Geoffroy Boulard Pierre-Yves Bournazel Agnès Evren |
| Divers droite                        |       | DVD    | 2    | Union Capitale (Républicains, Centristes, Progressistes, Écologistes et Indépendants) | UC     | Geoffroy Boulard Pierre-Yves Bournazel Agnès Evren |
| Renaissance                          |       | RE     | 1    | Union Capitale (Républicains, Centristes, Progressistes, Écologistes et Indépendants) | UC     | Geoffroy Boulard Pierre-Yves Bournazel Agnès Evren |
| Les Républicains                     |       | LR     | 13   | Changer Paris (Républicains, Centristes et Indépendants)                              | CP     | David Alphand Rachida Dati                         |
| Divers droite                        |       | DVD    | 3    | Changer Paris (Républicains, Centristes et Indépendants)                              | CP     | David Alphand Rachida Dati                         |
| Union des démocrates et indépendants |       | UDI    | 1    | Changer Paris (Républicains, Centristes et Indépendants)                              | CP     | David Alphand Rachida Dati                         |
| Renaissance                          |       | RE     | 1    | Changer Paris (Républicains, Centristes et Indépendants)                              | CP     | David Alphand Rachida Dati                         |
| Objectif France                      |       | OF     | 1    | Changer Paris (Républicains, Centristes et Indépendants)                              | CP     | David Alphand Rachida Dati                         |
| Les Républicains                     |       | LR     | 10   | Les Républicains, Les Centristes – Demain Paris !                                     | LRC-DP | Francis Szpiner                                    |
| Les Centristes                       |       | LC     | 3    | Les Républicains, Les Centristes – Demain Paris !                                     | LRC-DP | Francis Szpiner                                    |
| Mouvement démocrate                  |       | MoDem  | 5    | Modem, Démocrates et Écologistes                                                      | MDE    | Maud Gatel                                         |
| Renaissance                          |       | RE     | 2    | Modem, Démocrates et Écologistes                                                      | MDE    | Maud Gatel                                         |
| Horizons                             |       | HOR    | 1    | Modem, Démocrates et Écologistes                                                      | MDE    | Maud Gatel                                         |
| La France insoumise                  |       | LFI    | 1    | Non-inscrits                                                                          | NI     | -                                                  |
| Les Centristes                       |       | LC     | 1    | Non-inscrits                                                                          | NI     | -                                                  |

### Élus au Conseil de Paris
Classement par nom, groupe ou arrondissement
| Nom                              | Groupe | Groupe | Parti politique                      | Arrondissement     | Autres mandats |
| -------------------------------- | ------ | ------ | ------------------------------------ | ------------------ | --- |
| Ariel Weil                       |        | PEC    | Parti socialiste                     | Paris Centre       | Maire du secteur Paris Centre, conseiller de la Métropole du Grand Paris |
| Pierre Aidenbaum                 |        | PEC    | Parti socialiste                     | Paris Centre       | Démission en novembre 2020 |
| Gauthier Caron-Thibault          |        | PEC    | Parti socialiste                     | Paris Centre       | |
| Boris Jamet-Fournier             |        | PEC    | Parti socialiste                     | Paris Centre       | |
| Véronique Levieux                |        | PEC    | Parti socialiste                     | Paris Centre       | Adjointe à la maire de Paris |
| Audrey Pulvar                    |        | PEC    | Divers gauche                        | Paris Centre       | Adjointe à la maire de Paris |
| Raphaëlle Rémy-Leleu             |        | GEP    | Europe Écologie Les Verts            | Paris Centre       | Conseillère de la Métropole du Grand Paris |
| Corine Faugeron                  |        | GEP    | Europe Écologie Les Verts            | Paris Centre       | Remplace Pierre Aidenbaum |
| Aurélien Véron                   |        | CP     | Les Républicains                     | Paris Centre       | Conseiller de la Métropole du Grand Paris |
| Florence Berthout                |        | UC     | Soyons libres                        | 5e arrondissement  | Maire du 5e arrondissement de Paris, conseillère de la Métropole du Grand Paris                                                                                                  |
| Anne Biraben                     |        | CP     | Les Républicains                     | 5e arrondissement  | |
| Pierre Casanova                  |        | MDE    | Mouvement démocrate                  | 5e arrondissement  | |
| Marie-Christine Lemardeley       |        | PEC    | Parti socialiste                     | 5e arrondissement  | Adjointe à la maire de Paris |
| Jean-Pierre Lecoq                |        | CP     | Les Républicains                     | 6e arrondissement  | Maire du 6e arrondissement de Paris, conseiller régional d'Île-de-France, conseiller de la Métropole du Grand Paris                                                              |
| Séverine de Compreignac          |        | MDE    | Mouvement démocrate                  | 6e arrondissement  | |
| Céline Hervieu                   |        | PEC    | Parti socialiste                     | 6e arrondissement  | Députée de la onzième circonscription de Paris |
| Rachida Dati                     |        | CP     | Les Républicains                     | 7e arrondissement  | Ministre de la Culture, Maire du 7e arrondissement de Paris, conseillère de la Métropole du Grand Paris                                                                          |
| Jean Laussucq                    |        | CP     | Les Républicains                     | 7e arrondissement  | Député de la deuxième circonscription de Paris |
| Emmanuelle Dauvergne             |        | CP     | Les Républicains                     | 7e arrondissement  | Conseillère régionale d'Île-de-France |
| René-François Bernard            |        | CP     | Union des démocrates et indépendants | 7e arrondissement  | |
| Jeanne d'Hauteserre              |        | UC     | Les Républicains                     | 8e arrondissement  | Maire du 8e arrondissement de Paris, conseillère régionale d'Île-de-France, conseillère de la Métropole du Grand Paris                                                           |
| Vincent Baladi                   |        | UC     | Les Républicains                     | 8e arrondissement  | |
| Delphine Malachard des Reyssiers |        | UC     | Les Républicains                     | 8e arrondissement  | |
| Delphine Bürkli                  |        | MDE    | Horizons                             | 9e arrondissement  | Maire du 9e arrondissement de Paris, conseillère régionale d'Île-de-France, conseillère de la Métropole du Grand Paris                                                           |
| Alexis Govciyan                  |        | MDE    | La République en marche              | 9e arrondissement  | |
| Maud Lelièvre                    |        | MDE    | Mouvement démocrate                  | 9e arrondissement  | |
| Arnaud Ngatcha                   |        | PEC    | Divers gauche                        | 9e arrondissement  | Adjoint à la maire de Paris |
| Alexandra Cordebard              |        | PEC    | Parti socialiste                     | 10e arrondissement | Maire du 10e arrondissement de Paris, conseillère de la Métropole du Grand Paris                                                                                                 |
| Paul Simondon                    |        | PEC    | Parti socialiste                     | 10e arrondissement | Adjoint à la maire de Paris |
| Dominique Versini                |        | PEC    | Divers centre                        | 10e arrondissement | Adjointe à la maire de Paris |
| Rémi Féraud                      |        | PEC    | Parti socialiste                     | 10e arrondissement | Sénateur de Paris, président du groupe Paris en Commun au Conseil de Paris |
| Sylvain Raifaud                  |        | GEP    | Europe Écologie Les Verts            | 10e arrondissement | Conseiller de la Métropole du Grand Paris |
| Léa Vasa                         |        | GEP    | Europe Écologie Les Verts            | 10e arrondissement | |
| Laurence Patrice                 |        | GCC    | Parti communiste français            | 10e arrondissement | Adjointe à la maire de Paris |
| François Vauglin                 |        | PEC    | Parti socialiste                     | 11e arrondissement | Maire du 11e arrondissement de Paris, conseiller de la Métropole du Grand Paris                                                                                                  |
| Anne Hidalgo (maire de Paris)    |        | PEC    | Parti socialiste                     | 11e arrondissement | Maire de Paris, 1re vice-présidente de la Métropole du Grand Paris |
| Patrick Bloche                   |        | PEC    | Parti socialiste                     | 11e arrondissement | Premier adjoint à la maire de Paris |
| Delphine Terlizzi                |        | PEC    | Divers écologiste                    | 11e arrondissement | |
| Dominique Kielemoës              |        | PEC    | Parti socialiste                     | 11e arrondissement | |
| Jean-François Martins            |        | PEC    | Divers centre                        | 11e arrondissement | |
| Nour Durand-Raucher              |        | GEP    | Europe Écologie Les Verts            | 11e arrondissement | |
| David Belliard                   |        | GEP    | Europe Écologie Les Verts            | 11e arrondissement | Adjoint à la maire de Paris, conseiller de la Métropole du Grand Paris |
| Chloé Sagaspe                    |        | GEP    | Europe Écologie Les Verts            | 11e arrondissement | |
| Hélène Bidard                    |        | GCC    | Parti communiste français            | 11e arrondissement | Adjointe à la maire de Paris, conseillère de la Métropole du Grand Paris |
| Nelly Garnier                    |        | CP     | Les Républicains                     | 11e arrondissement | |
| Emmanuelle Pierre-Marie          |        | GEP    | Europe Écologie Les Verts            | 12e arrondissement | Maire du 12e arrondissement de Paris |
| Alice Coffin                     |        | GEP    | Europe Écologie Les Verts            | 12e arrondissement | |
| Emmanuel Grégoire                |        | PEC    | Parti socialiste                     | 12e arrondissement | Député de la septième circonscription de Paris, conseiller de la Métropole du Grand Paris                                                                                        |
| Pénélope Komitès                 |        | PEC    | Parti socialiste                     | 12e arrondissement | Adjointe à la maire de Paris, conseillère de la Métropole du Grand Paris |
| Jacques Martial                  |        | PEC    | Parti socialiste                     | 12e arrondissement | Adjoint à la maire de Paris |
| Jean-Luc Romero-Michel           |        | PEC    | Divers centre                        | 12e arrondissement | Adjoint à la maire de Paris, conseiller régional d'Île-de-France |
| Nicolas Bonnet-Oulaldj           |        | GCC    | Parti communiste français            | 12e arrondissement | Adjoint à la maire de Paris, Conseiller de la Métropole du Grand Paris |
| Sandrine Charnoz                 |        | GEP    | Génération.s                         | 12e arrondissement | Adjointe à la maire de Paris |
| Valérie Montandon                |        | CP     | Les Républicains                     | 12e arrondissement | Conseillère régionale d'Île-de-France, conseillère de la Métropole du Grand Paris                                                                                                |
| Franck Margain                   |        | CP     | Divers droite                        | 12e arrondissement | Conseiller régional d'Île-de-France |
| Jérôme Coumet                    |        | PEC    | Divers gauche                        | 13e arrondissement | Maire du 13e arrondissement de Paris, conseiller de la Métropole du Grand Paris                                                                                                  |
| Christophe Najdovski             |        | PEC    | Divers écologiste                    | 13e arrondissement | Adjoint à la maire de Paris, conseiller de la Métropole du Grand Paris |
| Emmanuel Coblence                |        | PEC    | Parti socialiste                     | 13e arrondissement | |
| Antoine Guillou                  |        | PEC    | Parti socialiste                     | 13e arrondissement | Adjoint à la maire de Paris |
| Johanne Kouassi                  |        | PEC    | Parti socialiste                     | 13e arrondissement | Conseillère de la Métropole du Grand Paris |
| Nathalie Laville                 |        | PEC    | Divers écologiste                    | 13e arrondissement | |
| Marie-José Raymond-Rossi         |        | PEC    | Parti socialiste                     | 13e arrondissement | |
| Anne Souyris                     |        | GEP    | Europe Écologie Les Verts            | 13e arrondissement | Sénatrice de Paris, conseillère de la Métropole du Grand Paris |
| Alexandre Florentin              |        | GEP    | Génération écologie                  | 13e arrondissement | |
| Béatrice Patrie                  |        | GCC    | Divers gauche                        | 13e arrondissement | |
| Jean-Noël Aqua                   |        | GCC    | Parti communiste français            | 13e arrondissement | Conseiller de la Métropole du Grand Paris |
| Jean-Baptiste Olivier            |        | CP     | Les Républicains                     | 13e arrondissement | |
| Elisabeth Stibbe                 |        | LRC-DP | Les Centristes                       | 13e arrondissement | Démissionne du groupe CP après l'entrée au gouvernement de Rachida Dati, et rejoint le groupe LRC-DP.                                                                            |
| Carine Petit                     |        | GEP    | Génération.s                         | 14e arrondissement | Maire du 14e arrondissement de Paris, conseillère de la Métropole du Grand Paris                                                                                                 |
| Célia Blauel                     |        | PEC    | Divers écologiste                    | 14e arrondissement | Adjointe à la maire de Paris |
| Olivia Polski                    |        | PEC    | Parti socialiste                     | 14e arrondissement | Adjointe à la maire de Paris |
| Maxime Cochard                   |        | NI     | Sans étiquette                       | 14e arrondissement | |
| Pierre Rabadan                   |        | PEC    | Divers gauche                        | 14e arrondissement | Adjoint à la maire de Paris, conseiller de la Métropole du Grand Paris |
| Hermano Sanches Ruivo            |        | PEC    | Divers gauche                        | 14e arrondissement | |
| Geneviève Lardy-Woringer         |        | GEP    | Europe Écologie Les Verts            | 14e arrondissement | Démission en mai 2021 |
| Florentin Letissier              |        | GEP    | Europe Écologie Les Verts            | 14e arrondissement | Adjoint à la maire de Paris |
| Mélody Tonolli                   |        | GEP    | Génération.s                         | 14e arrondissement | Adjointe à la Maire de Paris, a remplacé Geneviève Lardy-Woringer |
| Marie-Claire Carrère-Gée         |        | UC     | Les Républicains                     | 14e arrondissement | Sénatrice de Paris, Conseillère de la Métropole du Grand Paris |
| Patrick Viry                     |        | UC     | Les Républicains                     | 14e arrondissement | |
| Philippe Goujon                  |        | UC     | Les Républicains                     | 15e arrondissement | Maire du 15e arrondissement de Paris, conseiller de la Métropole du Grand Paris                                                                                                  |
| Agnès Evren                      |        | UC     | Les Républicains                     | 15e arrondissement | Sénatrice de Paris, conseillère de la Métropole du Grand Paris, Co-présidente du groupe Union Capitale au Conseil de Paris                                                       |
| Grégory Canal                    |        | CP     | Les Républicains                     | 15e arrondissement | |
| François Connault                |        | LRC-DP | Les Républicains                     | 15e arrondissement | Démissionne du groupe CP après l'entrée au gouvernement de Rachida Dati, et rejoint le groupe LRC-DP.                                                                            |
| Daniel-Georges Courtois          |        | UC     | Horizons                             | 15e arrondissement | Conseiller de la Métropole du Grand Paris |
| Claire de Clermont-Tonnerre      |        | UC     | Les Républicains                     | 15e arrondissement | |
| Inès de Raguenel                 |        | CP     | Les Républicains                     | 15e arrondissement | |
| Marie-Caroline Douceré           |        | UC     | Divers droite                        | 15e arrondissement | Conseillère de la Métropole du Grand Paris |
| Nicolas Jeanneté                 |        | NI     | Les Centristes                       | 15e arrondissement | Exclu du groupe Changer Paris le 28 mars 2023 à la suite de faits lui étant reprochés par la justice                                                                             |
| Anessa Lahouassa                 |        | LRC-DP | Les Républicains                     | 15e arrondissement | |
| Franck Lefèvre                   |        | UC     | Les Républicains                     | 15e arrondissement | |
| Jérôme Loriau                    |        | UC     | Les Républicains                     | 15e arrondissement | |
| Anne-Claire Tyssandier           |        | UC     | Soyons libres                        | 15e arrondissement | |
| Maud Gatel                       |        | MDE    | Mouvement démocrate                  | 15e arrondissement | Députée de Paris, présidente du groupe MoDem, Démocrates et Écologistes au Conseil de Paris                                                                                      |
| Florian Sitbon                   |        | PEC    | Parti socialiste                     | 15e arrondissement | |
| Anouch Toranian                  |        | PEC    | Parti socialiste                     | 15e arrondissement | Adjointe à la maire de Paris, conseillère de la Métropole du Grand Paris |
| Aminata Niakaté                  |        | GEP    | Europe Écologie Les Verts            | 15e arrondissement | |
| Catherine Ibled                  |        | UC     | La République en marche              | 15e arrondissement | |
| Francis Szpiner                  |        | LRC-DP | Les Républicains                     | 16e arrondissement | Sénateur de Paris, conseiller de la Métropole du Grand Paris. Démissionne du groupe CP après l'entrée au gouvernement de Rachida Dati, et rejoint le groupe LRC-DP.              |
| David Alphand                    |        | CP     | Les Républicains                     | 16e arrondissement | |
| Samia Badat-Karam                |        | LRC-DP | Les Républicains                     | 16e arrondissement | Démissionne du groupe CP après l'entrée au gouvernement de Rachida Dati, et rejoint le groupe LRC-DP.                                                                            |
| Véronique Baldini                |        | CP     | Les Républicains                     | 16e arrondissement | |
| Antoine Beauquier                |        | CP     | Les Républicains                     | 16e arrondissement | |
| Sandrine Boëlle                  |        | LRC-DP | Les Républicains                     | 16e arrondissement | Démissionne du groupe CP après l'entrée au gouvernement de Rachida Dati, et rejoint le groupe LRC-DP.                                                                            |
| Véronique Bucaille               |        | LRC-DP | Les Centristes                       | 16e arrondissement | Conseillère de la Métropole du Grand Paris. Démissionne du groupe CP après l'entrée au gouvernement de Rachida Dati, et rejoint le groupe LRC-DP.                                |
| Stéphane Capliez                 |        | LRC-DP | Les Républicains                     | 16e arrondissement | Démissionne du groupe CP après l'entrée au gouvernement de Rachida Dati, et rejoint le groupe LRC-DP.                                                                            |
| Emmanuel Messas                  |        | LRC-DP | Les Républicains                     | 16e arrondissement | Conseiller de la Métropole du Grand Paris. Démissionne du groupe CP après l'entrée au gouvernement de Rachida Dati, et rejoint le groupe LRC-DP.                                 |
| Aurélie Pirillo                  |        | CP     | Les Républicains                     | 16e arrondissement | |
| Jérémy Redler                    |        | LRC-DP | Les Républicains                     | 16e arrondissement | Maire du 16e arrondissement de Paris, Conseiller régional d'Île-de-France. Démissionne du groupe CP après l'entrée au gouvernement de Rachida Dati, et rejoint le groupe LRC-DP. |
| Béatrice Lecouturier             |        | MDE    | Mouvement démocrate                  | 16e arrondissement | Conseillère régionale d'Île-de-France |
| Hannah Sebbah                    |        | MDE    | Horizons                             | 16e arrondissement | |
| Geoffroy Boulard                 |        | UC     | Les Républicains                     | 17e arrondissement | Maire du 17e arrondissement de Paris, 13e vice-président de la Métropole du Grand Paris, Co-président du groupe Union Capitale au Conseil de Paris                               |
| Jean-Didier Berthault            |        | UC     | Agir                                 | 17e arrondissement | |
| Jack-Yves Bohbot                 |        | LRC-DP | Les Républicains                     | 17e arrondissement | Démissionne du groupe CP après l'entrée au gouvernement de Rachida Dati, et rejoint le groupe LRC-DP.                                                                            |
| Alix Bougeret                    |        | UC     | Les Républicains                     | 17e arrondissement | |
| Catherine Dumas                  |        | UC     | Les Républicains                     | 17e arrondissement | Sénatrice de Paris |
| Paul Hatte                       |        | UC     | Divers droite                        | 17e arrondissement | |
| Hélène Jacquemont                |        | UC     | Soyons libres                        | 17e arrondissement | |
| Brigitte Kuster                  |        | UC     | Les Républicains                     | 17e arrondissement | |
| Carline Lubin-Noël               |        | LRC-DP | Les Centristes                       | 17e arrondissement | Démissionne du groupe CP après l'entrée au gouvernement de Rachida Dati, et rejoint le groupe LRC-DP.                                                                            |
| Frédéric Péchenard               |        | UC     | Les Républicains                     | 17e arrondissement | Vice-président du Conseil régional d'Île-de-France |
| Karen Taïeb                      |        | PEC    | Parti socialiste                     | 17e arrondissement | Adjointe à la maire de Paris |
| Karim Ziady                      |        | PEC    | Parti socialiste                     | 17e arrondissement | |
| Éric Lejoindre                   |        | PEC    | Parti socialiste                     | 18e arrondissement | Maire du 18e arrondissement de Paris, conseiller de la Métropole du Grand Paris                                                                                                  |
| Christophe Girard                |        | NI     | Divers gauche                        | 18e arrondissement | |
| Afaf Gabelotaud                  |        | PEC    | Parti socialiste                     | 18e arrondissement | Adjointe à la maire de Paris, conseillère de la Métropole du Grand Paris |
| Maya Akkari                      |        | PEC    | Parti socialiste                     | 18e arrondissement | |
| Jean-Philippe Daviaud            |        | PEC    | Parti socialiste                     | 18e arrondissement | |
| Carine Rolland                   |        | PEC    | Parti socialiste                     | 18e arrondissement | Adjointe à la maire de Paris |
| Jacques Galvani                  |        | PEC    | Parti socialiste                     | 18e arrondissement | Adjoint à la maire de Paris |
| Anne-Claire Boux                 |        | GEP    | Europe Écologie Les Verts            | 18e arrondissement | Adjointe à la maire de Paris, conseillère de la Métropole du Grand Paris |
| Frédéric Badina-Serpette         |        | GEP    | Europe Écologie Les Verts            | 18e arrondissement | |
| Douchka Markovic                 |        | GEP    | Parti animaliste                     | 18e arrondissement | |
| Émile Meunier                    |        | GEP    | Europe Écologie Les Verts            | 18e arrondissement | Conseiller de la Métropole du Grand Paris |
| Ian Brossat                      |        | GCC    | Parti communiste français            | 18e arrondissement | Sénateur de Paris, conseiller de la Métropole du Grand Paris, co-président du groupe Communiste et citoyen au Conseil de Paris                                                   |
| Barbara Gomes                    |        | GCC    | Parti communiste français            | 18e arrondissement | |
| Rudolph Granier                  |        | CP     | Les Républicains                     | 18e arrondissement | |
| Pierre-Yves Bournazel            |        | UC     | Horizons                             | 18e arrondissement | Co-président du groupe Union Capitale au Conseil de Paris |
| François Dagnaud                 |        | PEC    | Parti socialiste                     | 19e arrondissement | Maire du 19e arrondissement de Paris, conseiller de la Métropole du Grand Paris                                                                                                  |
| Colombe Brossel                  |        | PEC    | Parti socialiste                     | 19e arrondissement | Sénatrice de Paris |
| Mahor Chiche                     |        | PEC    | Parti socialiste                     | 19e arrondissement | |
| Halima Jemni                     |        | PEC    | Parti socialiste                     | 19e arrondissement | Conseillère de la Métropole du Grand Paris |
| Roger Madec                      |        | PEC    | Parti socialiste                     | 19e arrondissement | Conseiller de la Métropole du Grand Paris. Décédé en décembre 2024 |
| Nicolas Nordman                  |        | PEC    | Parti socialiste                     | 19e arrondissement | Adjoint à la maire de Paris |
| Fatoumata Koné                   |        | GEP    | Europe Écologie Les Verts            | 19e arrondissement | Conseillère de la Métropole du Grand Paris, présidente du groupe écologiste au Conseil de Paris                                                                                  |
| Dan Lert                         |        | GEP    | Europe Écologie Les Verts            | 19e arrondissement | Adjoint à la maire de Paris |
| Alice Timsit                     |        | GEP    | Europe Écologie Les Verts            | 19e arrondissement | |
| Jean-Philippe Gillet             |        | GCC    | Parti communiste français            | 19e arrondissement | |
| Camille Naget                    |        | GCC    | Parti communiste français            | 19e arrondissement | |
| Léa Filoche                      |        | NI     | Génération.s                         | 19e arrondissement | Adjointe à la maire de Paris |
| Marie Toubiana                   |        | UC     | Les Républicains                     | 19e arrondissement | |
| Gérard Loureiro                  |        | CP     | Les Républicains                     | 19e arrondissement | Décédé en mai 2022 |
| Farida Kerboua                   |        | LRC-DP | Les Républicains                     | 19e arrondissement | Remplace Gérard Loureiro |
| Éric Pliez                       |        | PEC    | Divers gauche                        | 20e arrondissement | Maire du 20e arrondissement de Paris, conseiller de la Métropole du Grand Paris                                                                                                  |
| Thomas Chevandier                |        | PEC    | Parti socialiste                     | 20e arrondissement | Adjoint à la maire de Paris |
| Lamia El Aaraje                  |        | PEC    | Parti socialiste                     | 20e arrondissement | Adjoint à la maire de Paris, Conseillère de la Métropole du Grand Paris |
| Geneviève Garrigos               |        | PEC    | Parti socialiste                     | 20e arrondissement | |
| Hamidou Samake                   |        | PEC    | Parti socialiste                     | 20e arrondissement | Conseiller de la Métropole du Grand Paris |
| Emmanuelle Rivier                |        | GEP    | Europe Écologie Les Verts            | 20e arrondissement | |
| Antoinette Guhl                  |        | GEP    | Europe Écologie Les Verts            | 20e arrondissement | Sénatrice de Paris, 4e vice-présidente de la Métropole du Grand Paris, conseillère de la Métropole du Grand Paris                                                                |
| Jérôme Gleizes                   |        | GEP    | Europe Écologie Les Verts            | 20e arrondissement | |
| Jacques Baudrier                 |        | GCC    | Parti communiste français            | 20e arrondissement | Adjoint à la maire de Paris, conseiller de la Métropole du Grand Paris |
| Raphaëlle Primet                 |        | GCC    | Parti communiste français            | 20e arrondissement | Co-présidente du groupe Communiste et citoyen au Conseil de Paris |
| Nathalie Maquoi                  |        | GEP    | Génération.s                         | 20e arrondissement | Présidente du groupe Génération.s au Conseil de Paris (jusqu'au 31 août 2022) |
| Frédéric Hocquard                |        | GEP    | Génération.s                         | 20e arrondissement | Adjoint à la maire de Paris |
| François-Marie Didier            |        | CP     | Les Républicains                     | 20e arrondissement | Conseiller de la Métropole du Grand Paris |
| Danielle Simonnet                |        | NI     | [[La France insoumise]]              | 20e arrondissement | Démissionne le 16 décembre 2022 |
| Laurent Sorel                    |        | NI     | L'Après ex-La France insoumise       | 20e arrondissement | Remplace Danielle Simonnet, député-suppléant |

## Liste des adjoints à la maire
À la suite des élections législatives de 2024, la maire de Paris a remanié son équipe d'adjoints comme suit, :
| Ordre                      | Identité         | Identité | Étiquette | Arr. | Charge(s) |
| -------------------------- | ---------------- | -------- | --------- | --- | --- |
| 1er                        | Patrick Bloche   |          | PS        | 11e | Éducation, petite enfance, familles et nouveaux apprentissages, Conseil de Paris, relations avec les arrondissements et transformation des politiques publiques. |
|                            | Jacques Baudrier |          | PCF       | 20e | Logement et transition écologique du bâti. |
| David Belliard             |                  | EÉLV     | 11e       | Transformation de l’espace public, transports, mobilités, code de la rue et voirie.                                  | |
| Hélène Bidard              |                  | PCF      | 11e       | Égalité femmes-hommes, jeunesse et éducation populaire.                                                              | |
| Nicolas Bonnet-Oulaldj     |                  | PCF      | 12e       | Commerce, artisanat, professions libérales, métiers d'art et mode.                                                   | |
| Anne-Claire Boux           |                  | EÉLV     | 18e       | Santé publique, relations avec l'APHP, santé environnementale, lutte contre les pollutions et réduction des risques. | |
| Sandrine Charnoz           |                  | G·s      | 12e       | Sociétés d’économie mixte et sociétés publiques locales.                                                             | |
| Thomas Chevandier          |                  | PS       | 20e       | Construction publique, suivi des chantiers et coordination des travaux dans l'espace public.                         | |
| Lamia El Aaraje            |                  | PS       | 20e       | Urbanisme, architecture, Grand Paris, accessibilité universelle et personnes en situation de handicap.               | |
| Léa Filoche                |                  | G·s      | 19e       | Solidarités, hébergement d'urgence, protection des réfugiés, lutte contre les inégalités et contre l’exclusion.      | |
| Afaf Gabelotaud            |                  | PS       | 18e       | Entreprises, emploi et développement économique.                                                                     | |
| Antoine Guillou            |                  | PS       | 13e       | Propreté de l'espace public, réduction des déchets, recyclage, réemploi et assainissement                            | |
| Frédéric Hocquard          |                  | G·s      | 20e       | Tourisme et vie nocturne.                                                                                            | |
| Pénélope Komitès           |                  | PS       | 12e       | Innovation, attractivité, prospective Paris 2030 et résilience.                                                      | |
| Marie-Christine Lemardeley |                  | PS       | 5e        | Enseignement supérieur, recherche et vie étudiante.                                                                  | |
| Dan Lert                   |                  | EÉLV     | 19e       | Transition écologique, plan climat, eau et énergie.                                                                  | |
| Florentin Letissier        |                  | EÉLV     | 14e       | Économie sociale et solidaire, économie circulaire et contribution à la stratégie zéro déchet.                       | |
| Véronique Levieux          |                  | PS       | Centre    | Seniors et solidarités entre les générations.                                                                        | |
| Jacques Martial            |                  | DVG      | 12e       | Outre-mer. | |
| Christophe Najdovski       |                  | ÉCO      | 13e       | Végétalisation de l’espace public, espaces verts, biodiversité et condition animale.                                 | |
| Arnaud Ngatcha             |                  | DVG      | 9e        | Europe, relations internationales et francophonie.                                                                   | |
| Nicolas Nordman            |                  | PS       | 19e       | Prévention, aide aux victimes, sécurité et police municipale.                                                        | |
| Laurence Patrice           |                  | PCF      | 10e       | Mémoire et monde combattant.                                                                                         | |
| Olivia Polski              |                  | PS       | 14e       | Ressources humaines, dialogue social et qualité du service public.                                                   | |
| Audrey Pulvar              |                  | DVG      | Centre    | Alimentation durable, agriculture et circuits courts.                                                                | |
| Pierre Rabadan             |                  | DVG      | 14e       | Sport, Jeux olympiques et paralympiques et Seine.                                                                    | |
| Carine Rolland             |                  | PS       | 18e       | Culture et ville du quart d'heure.                                                                                   | |
| Jean-Luc Romero-Michel     |                  | DVC      | 12e       | Droits humains, intégration et lutte contre les discriminations.                                                     | |
| Paul Simondon              |                  | PS       | 10e       | Finances, budget, finance verte et affaires funéraires.                                                              | |
| Karen Taïeb                |                  | PS       | 17e       | Patrimoine, histoire de Paris et relations avec les cultes.                                                          | |
| Mélody Tonolli             |                  | G.s      | 14e       | Politique de la ville.                                                                                               | |
| Anouch Toranian            |                  | PS       | 15e       | Vie associative, participation citoyenne et débat public.                                                            | |
| Dominique Versini          |                  | DVC      | 10e       | Droits de l’enfant et protection de l’enfance.                                                                       | |

Au début du mandat 2020-2026, la maire de Paris avait initialement nommé 35 adjoints :
| Ordre                      | Identité          | Identité | Étiquette | Arr. | Charge(s) |
| -------------------------- | ----------------- | -------- | --------- | --- | --- |
| 1er                        | Emmanuel Grégoire |          | PS        | 12e | Urbanisme, architecture, Grand Paris, relations avec les arrondissements et transformation des politiques publiques.       |
|                            | Jacques Baudrier  |          | PCF       | 20e | Construction publique, suivi des chantiers, coordination des travaux sur l’espace public et transition écologique du bâti. |
| David Belliard             |                   | EÉLV     | 11e       | Transformation de l’espace public, transports, mobilités, code de la rue et voirie.                                    | |
| Hélène Bidard              |                   | PCF      | 11e       | Égalité femmes-hommes, jeunesse et éducation populaire.                                                                | |
| Célia Blauel               |                   | EÉLV     | 14e       | Seine, Prospective Paris 2030 et résilience.                                                                           | |
| Patrick Bloche             |                   | PS       | 11e       | Éducation, petite enfance, familles et nouveaux apprentissages et Conseil de Paris.                                    | |
| Anne-Claire Boux           |                   | EÉLV     | 18e       | Politique de la ville.                                                                                                 | |
| Ian Brossat                |                   | PCF      | 18e       | Logement, hébergement d’urgence et protection des réfugiés.                                                            | |
| Colombe Brossel            |                   | PS       | 19e       | Propreté de l’espace public, tri et réduction des déchets, recyclage et réemploi.                                      | |
| Sandrine Charnoz           |                   | G·s      | 12e       | Sociétés d’économie mixte et sociétés publiques locales.                                                               | |
| Léa Filoche                |                   | G·s      | 19e       | Solidarités, lutte contre les inégalités et contre l’exclusion.                                                        | |
| Afaf Gabelotaud            |                   | PS       | 18e       | Entreprises, emploi et développement économique.                                                                       | |
| Jacques Galvani            |                   | PS       | 18e       | Accessibilité universelle et personnes en situation de handicap.                                                       | |
| Antoine Guillou            |                   | PS       | 13e       | Ressources humaines, dialogue social et qualité du service public.                                                     | |
| Frédéric Hocquard          |                   | G·s      | 20e       | Tourisme et vie nocturne.                                                                                              | |
| Pénélope Komitès           |                   | PS       | 12e       | Innovation et attractivité.                                                                                            | |
| Marie-Christine Lemardeley |                   | PS       | 5e        | Enseignement supérieur, recherche et vie étudiante.                                                                    | |
| Dan Lert                   |                   | EÉLV     | 19e       | Transition écologique, plan climat, eau et énergie.                                                                    | |
| Florentin Letissier        |                   | EÉLV     | 14e       | Économie sociale et solidaire, économie circulaire et contribution à la stratégie zéro déchet.                         | |
| Véronique Levieux          |                   | PS       | Centre    | Seniors et solidarités entre les générations.                                                                          | |
| Christophe Najdovski       |                   | ÉCO      | 13e       | Végétalisation de l’espace public, espaces verts, biodiversité et condition animale.                                   | |
| Arnaud Ngatcha             |                   | DVG      | 9e        | Relations internationales et francophonie.                                                                             | |
| Nicolas Nordman            |                   | PS       | 19e       | Prévention, aide aux victimes, sécurité et police municipale.                                                          | |
| Laurence Patrice           |                   | PCF      | 10e       | Mémoire et monde combattant.                                                                                           | |
| Olivia Polski              |                   | PS       | 14e       | Commerce, artisanat, professions libérales et métiers d’art et de mode.                                                | |
| Audrey Pulvar              |                   | DVG      | Centre    | Alimentation durable, agriculture et circuits courts.                                                                  | |
| Pierre Rabadan             |                   | DVG      | 14e       | Sport, Jeux olympiques et paralympiques.                                                                               | |
| Carine Rolland             |                   | PS       | 18e       | Culture et ville du quart d'heure.                                                                                     | |
| Jean-Luc Romero-Michel     |                   | DVC      | 12e       | Droits humains, intégration et lutte contre les discriminations.                                                       | |
| Hermano Sanches Ruivo      |                   | DVG      | 14e       | Europe. | |
| Paul Simondon              |                   | PS       | 10e       | Finances, budget, finance verte et affaires funéraires.                                                                | |
| Anne Souyris               |                   | EÉLV     | 13e       | Santé publique et relations avec l’APHP, santé environnementale, lutte contre les pollutions et réduction des risques. | |
| Karen Taïeb                |                   | PS       | 17e       | Patrimoine, histoire de Paris et relations avec les cultes.                                                            | |
| Anouch Toranian            |                   | PS       | 15e       | Vie associative, participation citoyenne et débat public.                                                              | |
| Dominique Versini          |                   | DVC      | 10e       | Droits de l’enfant et protection de l’enfance.                                                                         | |

Christophe Girard (Paris en commun), chargé de la culture, est mis en cause par les élus écologistes dans le cadre de l'affaire Gabriel Matzneff ; il remet sa démission le 23 juillet 2020 et est remplacé par Carine Rolland, qui conserve par ailleurs sa délégation de la ville du quart d'heure. Pierre Aidenbaum (Parti socialiste), chargé de la Seine, est mis en cause pour de possibles faits de harcèlement sexuel et dans une enquête pour « agression sexuelle », avant d'être mis en examen pour « viol et agressions sexuelles » et placé sous contrôle judiciaire. Il démissionne de l'ensemble de ses fonctions, d'abord le 14 septembre en tant qu'adjoint remplacé par Célia Blauel, qui conserve ses délégations, puis le 12 novembre 2020 du Conseil de Paris.